# مجزرة المنصوري
في 13 نيسان / أبريل 1996، وفي خضم عدوان نيسان الذي شنته «إسرائيل» على لبنان، قصفت طائرة تابعة للجيش الإسرائيلي سيارة إسعاف مدنية في قرية المنصوري في جنوب لبنان، أدت لمقتل امرأتين و4 أطفال.

## الهجوم
عند الساعة 1:30 بعد الظهر، كان المزارع اللبناني عباس جحا يقود سيارة إسعاف من نوع فولفو، لينقل أبنائه بالإضافة إلى مجموعة من الجرحى إلى صيدا، إلا أن طائرة إسرائيلية مصنوعة في الولايات المتحدة لحقت به وقصفت صاروخين عليها. قتل ستّة من الركاب الستة عشر على الفور. ترواح أعمار الأطفال بين 7 أشهر و9 سنوات.

### الضحايا
- منى الشويخ، 35 سنة
- نوخا العقلة، 35 سنة
- هدوء العقلة، 11 سنة
- زينب جحا، 7 سنوات
- حنين جحا، 3 سنوات
- مريم حجا، شهر واحد[7]

## ردود الفعل
اعترف الإسرائيليون أنّ السيارة تمّ استهدافها، إلا أن الجنرال موشيه يعلون إدعى أن المقاتلين يستخدمون سيارات الإسعاف للهرب. لم يجد تحقيق أجرته منظمة العفو الدولية أي صلة بين الركاب وحزب الله، كما اعتبر الصحفي روبرت فيسك أن إسرائيل خرقت اتفاقيات جنيف التي تحمي المدنيين حتى لو كانوا حول أي مسلحين. أطلقت منظمة بتسيليم الإسرائيلية على الحادثة «خرقًا صارخًا لقوانين الحرب».